# Landratswahl und Oberbürgermeisterwahl in Mecklenburg-Vorpommern 2025
Bei der Landratswahl und Oberbürgermeisterwahl in Mecklenburg-Vorpommern 2025 wurden in vier Landkreisen Mecklenburg-Vorpommerns Landräte sowie in einer Stadt ein Oberbürgermeister gewählt. Der 11. Mai dieses Jahres war das Datum des Wahlgangs in den Landkreisen Ludwigslust-Parchim, Mecklenburgische Seenplatte, Vorpommern-Greifswald und Vorpommern-Rügen sowie in der Stadt Neubrandenburg, am 25. Mai 2025 fand in den Landkreisen Mecklenburgische Seenplatte, Vorpommern-Greifswald und Vorpommern-Rügen sowie in der Stadt Neubrandenburg eine Stichwahl statt. Gewählt wurden Stefan Sternberg (SPD), Thomas Müller (CDU), Michael Sack (CDU), Stefan Kerth (parteilos) und Nico Klose (parteilos).

## Wahltermin
Die Direktwahlen dürfen nach § 3 Absatz 3 des Landes- und Kommunalwahlgesetzes (LKWG M-V) frühestens sechs und müssen spätestens zwei Monate vor Ablauf der Amtszeit durchgeführt werden und finden an einem von der zuständigen Vertretung zu bestimmenden Sonntag statt. Einen einheitlichen Wahltag gibt es grundsätzlich nicht.
Die Vertreter der vier Landkreise Ludwigslust-Parchim, Mecklenburgische Seenplatte, Vorpommern-Greifswald und Vorpommern-Rügen einigten sich im August 2024 auf den gemeinsamen Termin am 11. Mai 2025. Die Kreistage der Landkreise beschlossen den vorgeschlagenen Wahltermin. Termin für eine mögliche Stichwahl ist der 25. Mai 2025.

## Amtsinhaber
Die Amtsinhaber sind Stefan Sternberg (SPD), Heiko Kärger (CDU), Michael Sack (CDU), Stefan Kerth (parteilos, gewählt als SPD-Mitglied) sowie Silvio Witt (parteilos).

## Wahlsystem
Seit der letzten Änderung des Kommunalwahlgesetzes (durch Gesetz vom 26. November 1997, GVOBl. M-V S. 694, in Kraft seit 29. November 1997) werden Landräte und hauptamtliche Bürgermeister (die in kreisfreien und großen kreisangehörigen Städten die Bezeichnung Oberbürgermeister führen) direkt gewählt. Die Amtszeit beträgt mindestens sieben und höchstens neun Jahre.
Bei der Wahl benötigt der Kandidat die absolute Mehrheit der gültigen Stimmen, um Landrat bzw. Oberbürgermeister zu werden. Wird diese im ersten Wahlgang von keinem Kandidat erreicht, findet zwei Wochen später eine Stichwahl zwischen den beiden bestplatzierten Bewerbern statt, bei der die relative Mehrheit reicht. Bewerber für das Amt dürfen nicht älter als 60 Jahre sein, Amtsinhaber dürfen sich bis zum Alter von 64 Jahren einer Wiederwahl stellen.

## Wahl
Wahlvorschläge waren bis zum 25. Februar 2025 bei der Wahlleitung einzureichen.

### Landkreis Ludwigslust-Parchim

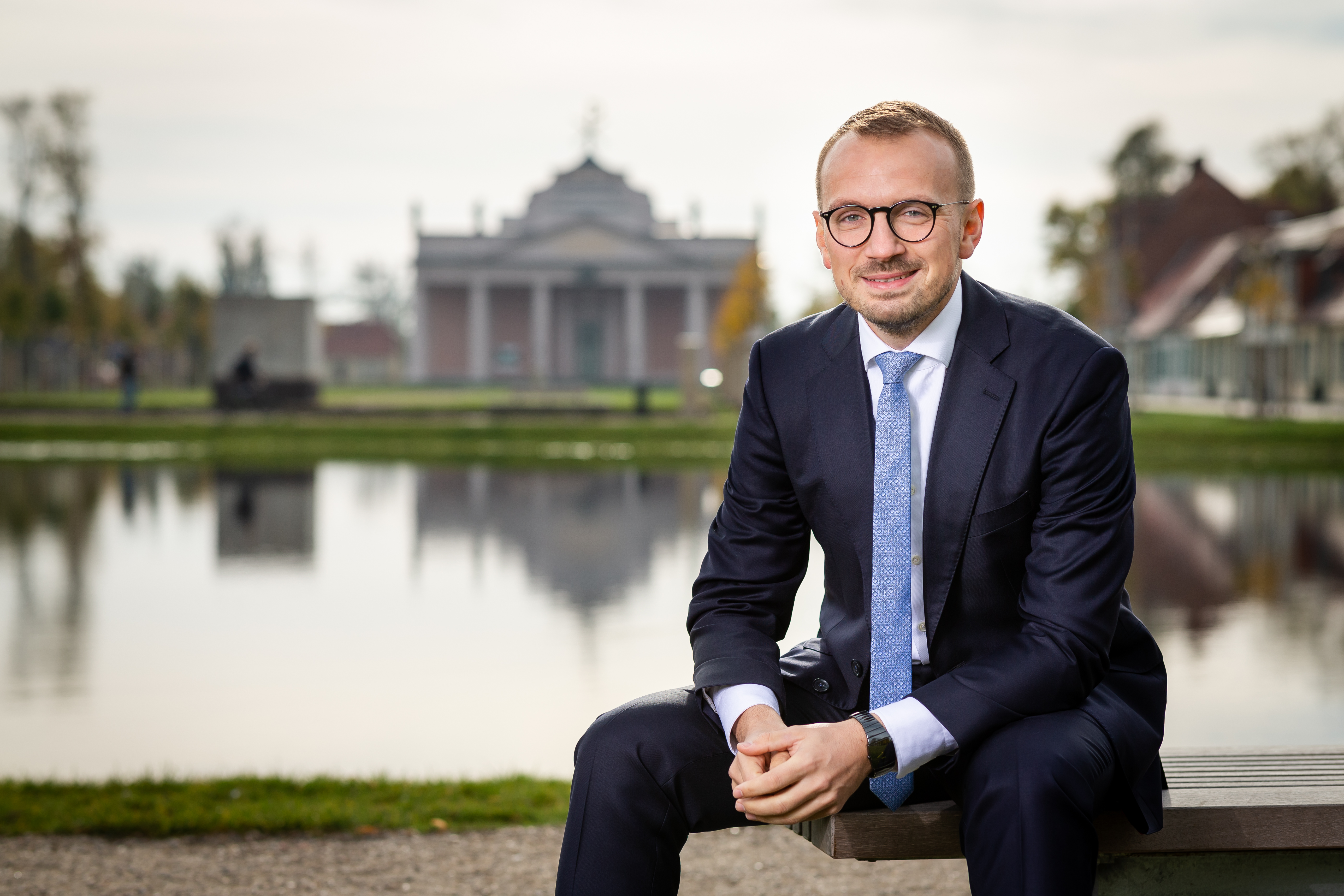
Stefan Sternberg (2018), im Mai 2025 wiedergewählter Landrat im Landkreis Ludwigslust-Parchim

Im Landkreis Ludwigslust-Parchim traten Amtsinhaber Stefan Sternberg (SPD) sowie Simone Borchardt (CDU), Dietmar Friedhoff (AfD) und Philipp Lübbert (Bündnis 90/Die Grünen) zur Wahl an.
- Stefan Sternberg (SPD, geboren 1984 in Ludwigslust) tritt zur Wiederwahl an. Er ist seit 2018 Landrat.
- Simone Borchardt (CDU, geboren 1967 in Schkeuditz) ist seit 2021 Mitglied des Deutschen Bundestages.
- Dietmar Friedhoff (AfD, geboren 1966 in Hagen) war von 2017 bis 2025 Mitglied des Deutschen Bundestages.
- Philipp Lübbert (Bündnis 90/Die Grünen, geboren 1997 in Dannenberg) ist seit 2024 Kreistagsmitglied und Stadtvertreter in Dömitz.[4]

Der Landkreis hat 209.372 Einwohner. Von diesen waren 177.454 wahlberechtigt, 89.741 Wähler gaben ihre Stimme ab, die Wahlbeteiligung lag somit bei 50,6 Prozent. Die Stimmen für die Kandidaten waren wie folgt verteilt (in absteigender Reihenfolge): Stefan Sternberg 51.692 (57,9 Prozent), Dietmar Friedhoff 25.042 (28,1 Prozent), Simone Borchardt 10.771 (12,1 Prozent) und Philipp Lübbert 1.762 (2,0 Prozent).
Mit dem Erreichen der absoluten Mehrheit war Stefan Sternberg somit zum Landrat des Landkreises Ludwigslust-Parchim wiedergewählt.
| Kandidat                                    | 1. Wahlgang (11. Mai 2025)    | 1. Wahlgang (11. Mai 2025)    | 1. Wahlgang (11. Mai 2025)                   |
| Kandidat                                    | Stimmen                       | Stimmanteil                   | Politische Unterstützung                     |
| ------------------------------------------- | ----------------------------- | ----------------------------- | -------------------------------------------- |
| Stefan Sternberg (SPD)                      | 51.692                        | 57,9                          | SPD Mecklenburg-Vorpommern                   |
| Dietmar Friedhoff (AfD)                     | 25.042                        | 28,1                          | AfD Mecklenburg-Vorpommern                   |
| Simone Borchardt (CDU)                      | 10.771                        | 12,1                          | CDU Mecklenburg-Vorpommern                   |
| Philipp Lübbert (Bündnis 90/Die Grünen)     | 01.762                        | 02,0                          | Bündnis 90/Die Grünen Mecklenburg-Vorpommern |
|                                             |                               |                               |                                              |
| Stimmabgaben                                | 89.741 von 177.454 (= 50,6 %) | 89.741 von 177.454 (= 50,6 %) | 89.741 von 177.454 (= 50,6 %)                |
|                                             |                               |                               |                                              |
| zum Landrat gewählt: Stefan Sternberg (SPD) |                               |                               |                                              |

### Landkreis Mecklenburgische Seenplatte
Der amtierende Landrat Heiko Kärger (CDU) trat aus Altersgründen nicht wieder zur Wahl an.
Kandidaten zur Wahl im Landkreis Mecklenburgische Seenplatte waren Johannes Arlt (SPD), Thomas Müller (CDU), Torsten Koplin (Die Linke), Enrico Schult (AfD) und Björn Eckardt (dieBasis).
- Johannes Arlt (SPD, geboren 1984 in Berlin) war von 2021 bis 2025 Mitglied des Deutschen Bundestages.
- Thomas Müller (CDU), geboren 1965 in Neustrelitz, ist seit 2016 2. Stellvertretender Landrat des Landkreises Mecklenburgische Seenplatte[7]
- Torsten Koplin (Die Linke, geboren 1962 in Neubrandenburg) ist seit 1998 Mitglied des Landtages von Mecklenburg-Vorpommern.
- Enrico Schult (AfD, geboren 1979 in Demmin) ist seit 2016 Abgeordneter des Landtags von Mecklenburg-Vorpommern und seit 2021 einer der Landesvorsitzenden der AfD Mecklenburg-Vorpommern.
- Björn Eckardt (dieBasis), war bereits 2018 zur Landratswahl angetreten, damals noch als AfD-Kandidat. Er war bis 2024 Mitglied des Kreistages Seenplatte.[8][9]

Von den 216.272 Wahlberechtigten (bei 247.575 Einwohnern) gaben am 11. Mai 103.360 Wähler ihre Stimme ab, die Wahlbeteiligung lag somit bei 47,8 Prozent. Die Stimmen für die Kandidaten waren wie folgt verteilt (in absteigender Reihenfolge): Enrico Schult 37.151 (36,1 Prozent), Thomas Müller 27.752 (27,0 Prozent), Johannes Arlt 21.382 (20,8 Prozent), Torsten Koplin 14.645 (14,2 Prozent) und Björn Eckardt 1.852 (1,8 Prozent). Keiner der Kandidaten erreichte die notwendige absolute Mehrheit, somit traten die Kandidaten Schult und Müller in einer Stichwahl gegeneinander an.
Für die Stichwahl am 25. Mai 2025 riefen die im 1. Wahlgang unterlegenen Kandidaten Johannes Arlt (SPD) und Torsten Koplin zur Wahl von Thomas Müller auf, ebenso das Bündnis 90/Die Grünen. Der ebenfalls im 1. Wahlgang unterlegene Björn Eckardt rief seine Wähgler auf, ihre Stimme nicht für Enrico Schult abzugeben. 96.559 von 216.047 Wahlberechtigten gaben ihre Stimme bei der Stichwahl ab, die Wahlbeteiligung lag mit 44,7 Prozent etwa drei Prozentpunkte unter der des ersten Wahlgangs.
Thomas Müller (CDU) setzte sich in der Stichwahl gegen Enrico Schult (AfD) mit 59,7 Prozent der Stimmen durch und war somit zum Landrat des Landkreises Mecklenburgische Seenplatte gewählt.
| Kandidat                                 | 1. Wahlgang (11. Mai 2025)     | 1. Wahlgang (11. Mai 2025)     | 1. Wahlgang (11. Mai 2025)                                                   | 2. Wahlgang (25. Mai 2025)    | 2. Wahlgang (25. Mai 2025)    | 2. Wahlgang (25. Mai 2025) |
| Kandidat                                 | Stimmen                        | Stimmanteil                    | Politische Unterstützung                                                     | Stimmen                       | Stimmanteil                   | Politische Unterstützung |
| ---------------------------------------- | ------------------------------ | ------------------------------ | ---------------------------------------------------------------------------- | ----------------------------- | ----------------------------- | --- |
| Enrico Schult (AfD)                      | 37.151                         | 36,1                           | AfD Mecklenburg-Vorpommern                                                   | 38.632                        | 40,3                          | AfD Mecklenburg-Vorpommern |
| Thomas Müller (CDU)                      | 27.752                         | 27,0                           | CDU Mecklenburg-Vorpommern                                                   | 57.148                        | 59,7                          | CDU Mecklenburg-Vorpommern, Die Linke Mecklenburg-Vorpommern,[11][12] SPD Mecklenburg-Vorpommern,[12] Bündnis 90/Die Grünen Mecklenburg-Vorpommern[13] |
| Johannes Arlt (SPD)                      | 21.382                         | 20,8                           | SPD Mecklenburg-Vorpommern, Bündnis 90/Die Grünen Mecklenburg-Vorpommern[13] |                               |                               | |
| Torsten Koplin (Die Linke)               | 14.645                         | 14,2                           | Die Linke Mecklenburg-Vorpommern                                             |                               |                               | |
| Björn Eckardt (dieBasis)                 | 01.852                         | 01,8                           | dieBasis Mecklenburg-Vorpommern                                              |                               |                               | |
|                                          |                                |                                |                                                                              |                               |                               | |
| Stimmabgaben                             | 103.360 von 216.272 (= 47,8 %) | 103.360 von 216.272 (= 47,8 %) | 103.360 von 216.272 (= 47,8 %)                                               | 96.556 von 216.057 (= 44,7 %) | 96.556 von 216.057 (= 44,7 %) | 96.556 von 216.057 (= 44,7 %) |
|                                          |                                |                                |                                                                              |                               |                               | |
| zum Landrat gewählt: Thomas Müller (CDU) |                                |                                |                                                                              |                               |                               | |

### Landkreis Vorpommern-Greifswald

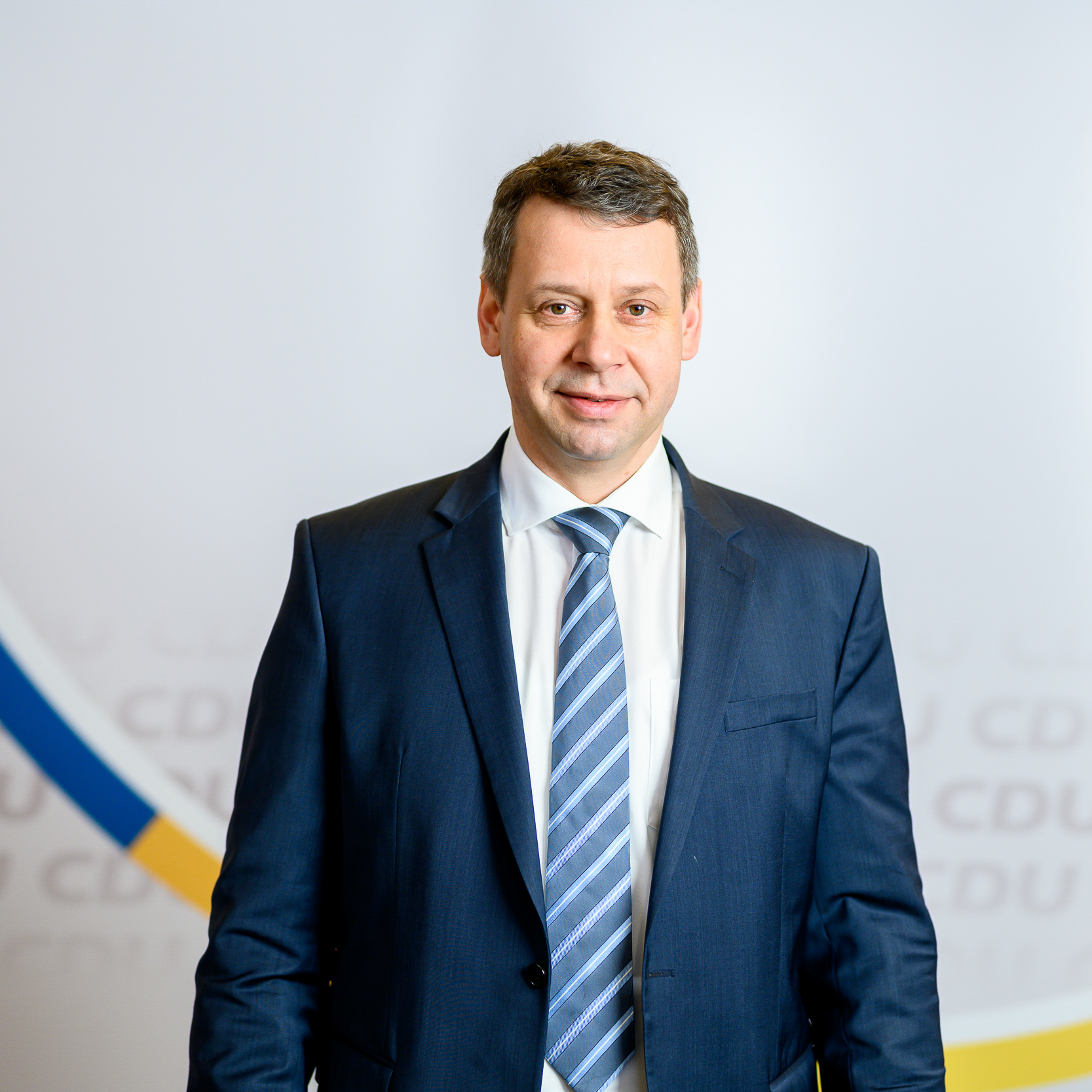
Michael Sack (2021), im Mai 2025 wiedergewählter Landrat im Landkreis Vorpommern-Greifswald

Im Landkreis Vorpommern-Greifswald standen Amtsinhaber Michael Sack (CDU) sowie Erik von Malottki (SPD) und Inken Arndt (AfD) zur Wahl.
- Michael Sack (CDU, geboren 1973 in Demmin) ist seit Herbst 2018 Landrat in Vorpommern-Greifswald. Bei der Stichwahl am 10. Juni 2018 hatte er sich mit 79,5 Prozent gegen Axel Gerold (AfD) mit 20,5 Prozent durchgesetzt (bei einer Wahlbeteiligung von 24,6 Prozent).
- Erik von Malottki (SPD, geboren 1986 in Grevesmühlen) tritt als Kandidat von SPD, Linken und Grünen an. Der Politik- und Geschichtswissenschaftler war von 2021 bis 2025 als Direktkandidat des Bundestagswahlkreises Mecklenburgische Seenplatte I – Vorpommern-Greifswald II Mitglied des Deutschen Bundestages und ist Mitglied des Kreistages und der Greifswalder Bürgerschaft.[15]
- Inken Arndt (AfD, geboren 1964 in Hamburg) ist Mitglied der Stadtvertretung von Ueckermünde und Kreistagsmitglied und stellvertretende Kreisvorsitzende der AfD.[15]

Es gab rund 200.000 Wahlberechtigte (bei 226.181 Einwohnern).
Von den 196.953 Wahlberechtigten gaben am 11. Mai 95.177 ihre Stimme ab, die Wahlbeteiligung lag somit bei 48,3 Prozent. Die Stimmen für die Kandidaten waren wie folgt verteilt (in absteigender Reihenfolge): Michael Sack 37.237 (39,4 Prozent), Inken Arndt 35.886 (38,0 Prozent) und Erik von Malottki 21.388 (22,6 Prozent). Keiner der Kandidaten erreichte die notwendige absolute Mehrheit, somit traten die Kandidaten Sack und Arndt in einer Stichwahl gegeneinander an.
Für die Stichwahl am 25. Mai 2025 hatte der im 1. Wahlgang unterlegene Kandidat Erik von Malottki (SPD) zur Wahl von Michael Sack aufgerufen, ebenso das Bündnis 90/Die Grünen und Die Linke. 89.730 von 196.440 Wahlberechtigten gaben ihre Stimme bei der Stichwahl ab, die Wahlbeteiligung lag mit 45,7 Prozent etwa drei Prozentpunkte unter der des ersten Wahlgangs.
Michael Sack setzte sich in der Stichwahl gegen Inken Arndt (AfD) mit 61,4 Prozent der Stimmen durch und war somit zum Landrat des Landkreises Vorpommern-Greifswald wiedergewählt.
In seiner Heimatgemeinde Loitz erhielt Sack 61,2 Prozent der Stimmen; Arndt erhielt in ihrer Heimatgemeinde Ueckermünde 46 Prozent.
| Kandidat                                | 1. Wahlgang (11. Mai 2025)    | 1. Wahlgang (11. Mai 2025)    | 1. Wahlgang (11. Mai 2025)                                                                                 | 2. Wahlgang (25. Mai 2025)    | 2. Wahlgang (25. Mai 2025)    | 2. Wahlgang (25. Mai 2025)                                 |
| Kandidat                                | Stimmen                       | Stimmanteil                   | Politische Unterstützung                                                                                   | Stimmen                       | Stimmanteil                   | Politische Unterstützung                                   |
| --------------------------------------- | ----------------------------- | ----------------------------- | --- | ----------------------------- | ----------------------------- | ---------------------------------------------------------- |
| Michael Sack (CDU)                      | 37.237                        | 39,4                          | CDU Mecklenburg-Vorpommern                                                                                 | 54.815                        | 61,4                          | CDU Mecklenburg-Vorpommern, SPD Mecklenburg-Vorpommern[18] |
| Inken Arndt (AfD)                       | 35.886                        | 38,0                          | AfD Mecklenburg-Vorpommern                                                                                 | 34.431                        | 38,6                          | AfD Mecklenburg-Vorpommern                                 |
| Erik von Malottki (SPD)                 | 21.388                        | 22,6                          | SPD Mecklenburg-Vorpommern, Die Linke Mecklenburg-Vorpommern, Bündnis 90/Die Grünen Mecklenburg-Vorpommern |                               |                               |                                                            |
|                                         |                               |                               | |                               |                               |                                                            |
| Stimmabgaben                            | 95.177 von 196.953 (= 48,3 %) | 95.177 von 196.953 (= 48,3 %) | 95.177 von 196.953 (= 48,3 %)                                                                              | 89.730 von 196.440 (= 45,7 %) | 89.730 von 196.440 (= 45,7 %) | 89.730 von 196.440 (= 45,7 %)                              |
|                                         |                               |                               | |                               |                               |                                                            |
| zum Landrat gewählt: Michael Sack (CDU) |                               |                               | |                               |                               |                                                            |

### Landkreis Vorpommern-Rügen

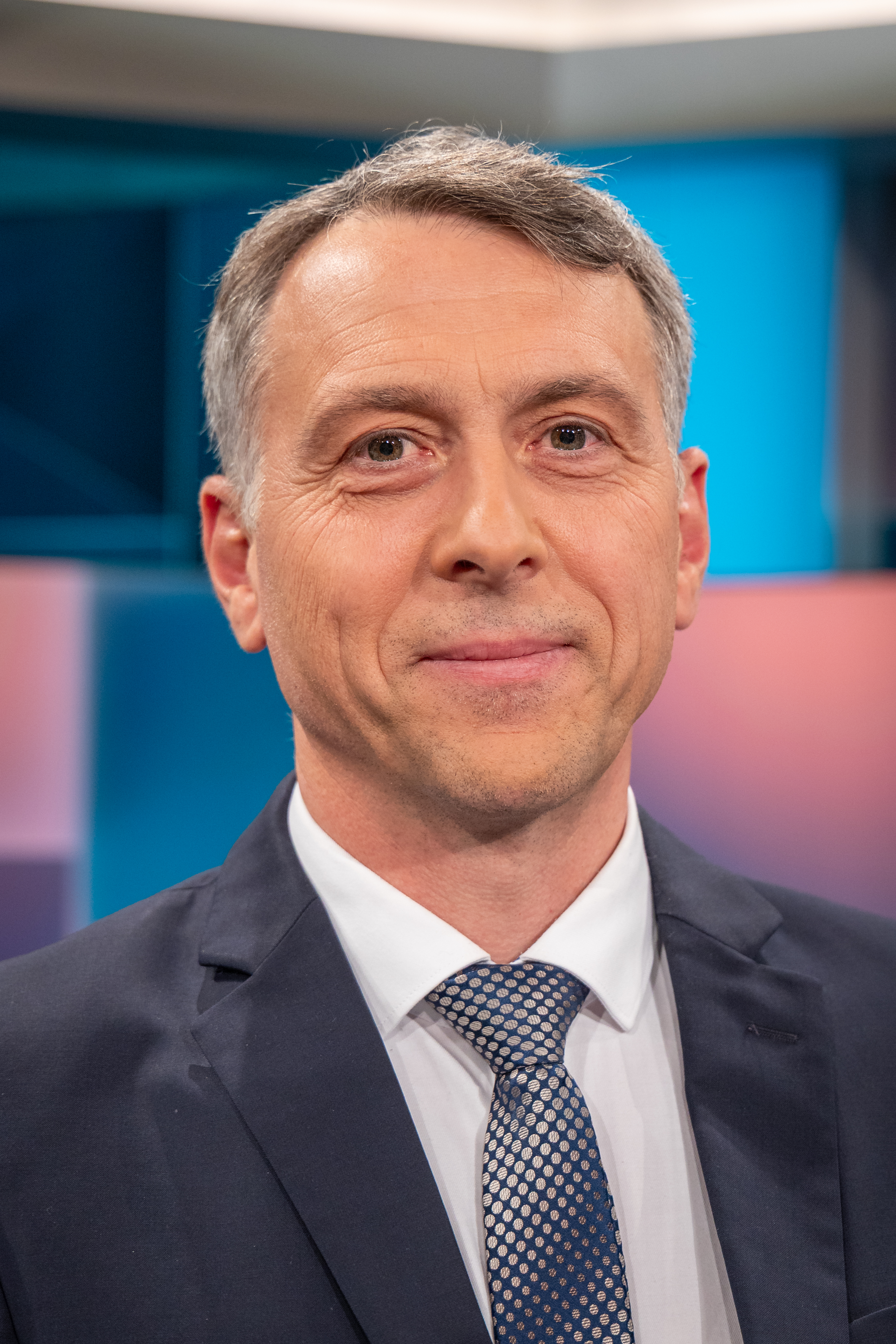
Stefan Kerth (2025), im Mai 2025 wiedergewählter Landrat im Landkreis Vorpommern-Rügen

Im Landkreis Vorpommern-Rügen trat Amtsinhaber Stefan Kerth (parteilos) erneut an. Weitere Kandidaten sind Heiko Miraß (SPD), Sebastian Lange (Die Linke), Carlos Rodrigues (AfD), Jens Neumann und Jörg Herrmann.
- Stefan Kerth (parteilos, geboren 1973 in Parchim) hatte als SPD-Kandidat die Stichwahl 2018 gegen Andreas Kuhn (CDU) mit 56,6 Prozent der Stimmen gewonnen. Im Jahr 2023 trat er aus der SPD aus:[23] er wird im Wahlkampf von der CDU unterstützt.[24]
- Heiko Miraß (SPD, geboren 1967 in Greifswald) ist seit 2021 Landtagsabgeordneter und parlamentarischer Staatssekretär für den Landesteil Vorpommern und das östliche Mecklenburg in der Staatskanzlei des Landes Mecklenburg-Vorpommern. Miraß' Kandidatur wird von Bündnis 90/Die Grünen unterstützt.[25]
- Sebastian Lange (Die Linke, geboren 1984 in Stralsund) ist Wahlkreismitarbeiter seiner Partei und leitet den Werftausschuss der Stralsunder Bürgerschaft.[23]
- Carlos Rodrigues (AfD) ist 2024 zum stellvertretenden Kreistagspräsidenten gewählt worden.[23]
- Jens Neumann ist CDU-Mitglied, tritt aber als Einzelbewerber an.[23]
- Jörg Herrmann (parteilos)

Wahlberechtigt waren etwa 190.000 der 216.175 Einwohner des Landkreises.
Von den 190.858 Wahlberechtigten gaben am 11. Mai 85.542 ihre Stimme ab, die Wahlbeteiligung lag somit bei 44,8 Prozent. Die Stimmen für die Kandidaten waren wie folgt verteilt (in absteigender Reihenfolge): Stefan Kerth 41.847 (49,2 Prozent), Carlos Rodrigues 23.405 (27,5 Prozent), Heiko Miraß 9.928 (11,7 Prozent), Sebastian Lange 6.741 (7,9 Prozent), Jörg Herrmann 1.775 (2,1 Prozent) und Jens Neumann 1.393 (1,6 Prozent). Keiner der Kandidaten erreichte die notwendige absolute Mehrheit, somit traten die Kandidaten Kerth und Rodrigues in einer Stichwahl gegeneinander an.
Für die Stichwahl am 25. Mai 2025 hatten die im 1. Wahlgang unterlegenen Kandidaten Heiko Miraß (SPD) und Sebastian Lange (Die Linke) zur Wahl von Stefan Kerth aufgerufen, ebenso das Bündnis 90/Die Grünen. 74.321 von 190.641 Wahlberechtigten gaben ihre Stimme bei der Stichwahl ab, die Wahlbeteiligung lag mit 39,0 Prozent etwa fünf Prozentpunkte unter der des ersten Wahlgangs.
Stefan Kerth setzte sich in der Stichwahl gegen Carlos Rodriguez (AfD) mit 75,1 Prozent der Stimmen durch und war somit zum Landrat des Landkreises Vorpommern-Rügen wiedergewählt.
In 101 der 102 Gemeinden des Landkreises gewann Kerth jeweils die Mehrheit, Rodriguez lag in der Gemeinde Altenpleen vor Kerth. Kerth erhielt in seiner Heimatgemeinde Barth 79,4 Prozent der Stimmen, Rodriguez in seiner Heimatgemeinde Sagard 30,3 Prozent der Stimmen.
| Kandidat                                      | 1. Wahlgang (11. Mai 2025)    | 1. Wahlgang (11. Mai 2025)    | 1. Wahlgang (11. Mai 2025)       | 2. Wahlgang (25. Mai 2025)    | 2. Wahlgang (25. Mai 2025)    | 2. Wahlgang (25. Mai 2025)                                                                       |
| Kandidat                                      | Stimmen                       | Stimmanteil                   | Politische Unterstützung         | Stimmen                       | Stimmanteil                   | Politische Unterstützung                                                                         |
| --------------------------------------------- | ----------------------------- | ----------------------------- | -------------------------------- | ----------------------------- | ----------------------------- | ------------------------------------------------------------------------------------------------ |
| Stefan Kerth (parteilos)                      | 41.847                        | 49,2                          | CDU Mecklenburg-Vorpommern       | 55.601                        | 75,1                          | CDU Mecklenburg-Vorpommern, SPD Mecklenburg-Vorpommern,[12] Die Linke Mecklenburg-Vorpommern[12] |
| Carlos Rodrigues (AfD)                        | 23.405                        | 27,5                          | AfD Mecklenburg-Vorpommern       | 18.450                        | 24,9                          | AfD Mecklenburg-Vorpommern                                                                       |
| Heiko Miraß (SPD)                             | 09.928                        | 11,7                          | SPD Mecklenburg-Vorpommern       |                               |                               |                                                                                                  |
| Sebastian Lange (Die Linke)                   | 06.741                        | 07,9                          | Die Linke Mecklenburg-Vorpommern |                               |                               |                                                                                                  |
| Jörg Herrmann                                 | 01.775                        | 02,1                          | –                                |                               |                               |                                                                                                  |
| Jens Neumann                                  | 01.393                        | 01,6                          | –                                |                               |                               |                                                                                                  |
|                                               |                               |                               |                                  |                               |                               |                                                                                                  |
| Stimmabgaben                                  | 85.542 von 190.858 (= 44,8 %) | 85.542 von 190.858 (= 44,8 %) | 85.542 von 190.858 (= 44,8 %)    | 74.321 von 190.641 (= 39,0 %) | 74.321 von 190.641 (= 39,0 %) | 74.321 von 190.641 (= 39,0 %)                                                                    |
|                                               |                               |                               |                                  |                               |                               |                                                                                                  |
| zum Landrat gewählt: Stefan Kerth (parteilos) |                               |                               |                                  |                               |                               |                                                                                                  |

### Stadt Neubrandenburg

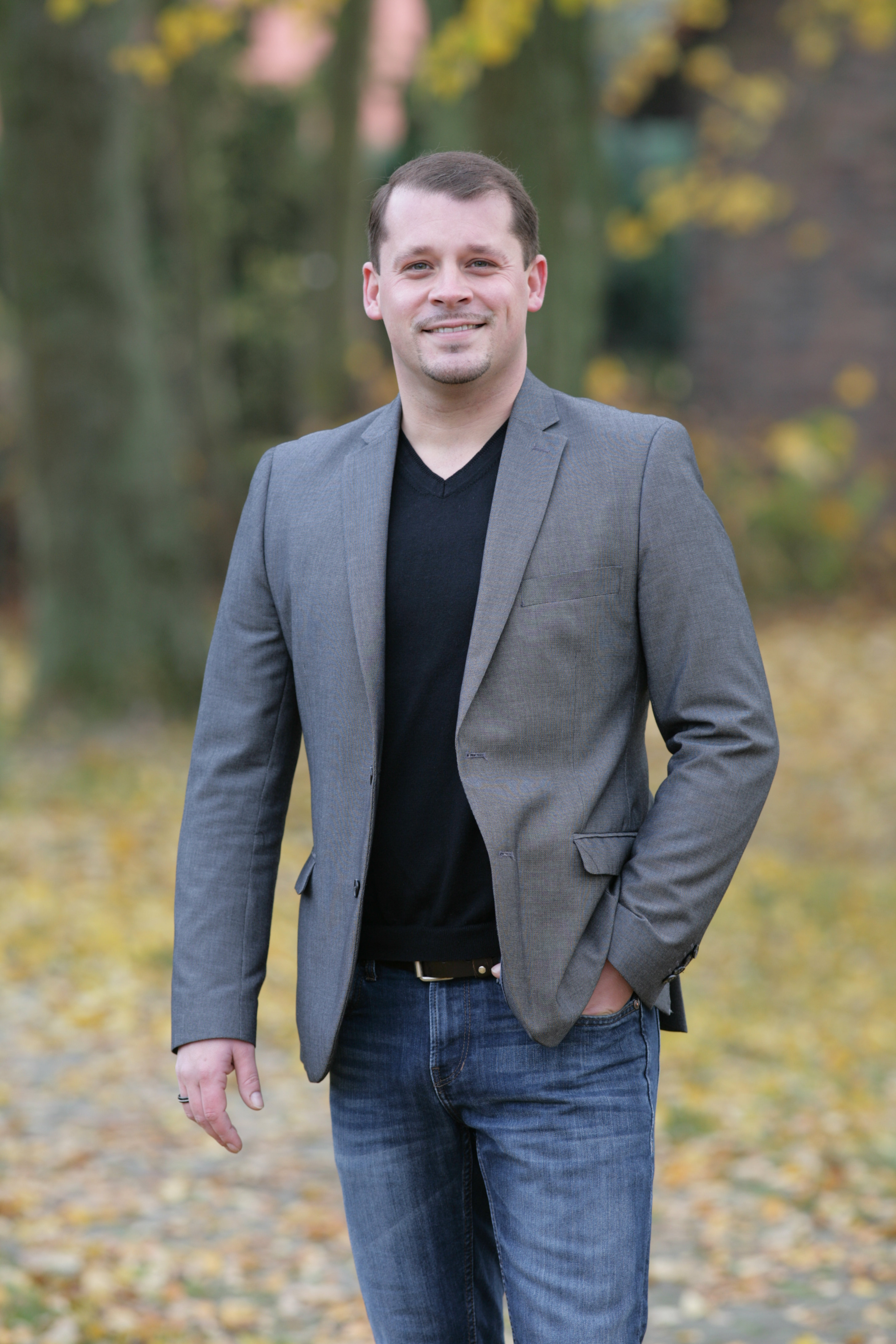
Nico Klose (2019), im Mai 2025 gewählter Oberbürgermeister der Stadt Neubrandenburg

In der Stadt Neubrandenburg wurde außer dem Landrat für den Landkreis Mecklenburgische Seenplatte auch ein neuer Oberbürgermeister der Stadt gewählt.
Der Oberbürgermeister Silvio Witt trat nicht erneut an. Kandidaten waren Frank Benischke (CDU), Jens Kreutzer (BSW), Tim Großmüller (Wählergemeinschaft Stabile Bürger), Nico Klose (unterstützt von SPD und Bündnis 90/Die Grünen), Ralph-Jörn Kurschus, Tobias Köhler sowie drei weitere.
- Frank Benischke (CDU) ist Vorsitzender der Geschäftsführung der Neubrandenburger Wohnungsgesellschaft und Mitglied im Kreistag Mecklenburgische Seenplatte.[29]
- Jens Kreutzer (BSW, geboren 1977 in Neubrandenburg) ist seit 2024 Mitglied der Stadtvertretung. Der Sozialversicherungsfachangestellte und Betriebswirt arbeitet bei einer Krankenkasse.[30]
- Tim Großmüller (Wählergemeinschaft Stabile Bürger) ist Betreiber eines Fitnessstudios.[31]
- Nico Klose (parteilos, geboren 1987 in Neubrandenburg) ist seit 2024 Mitglied im Kreistag Mecklenburgische Seenplatte und seit 2019 Bürgermeister der Gemeinde Neverin.[32] Seine Kandidatur wird von SPD und Bündnis 90/Die Grünen unterstützt.[33]
- Ralph-Jörn Kurschus (parteilos, geboren 1961) ist Rechtsanwalt.[34]
- Tobias Köhler (geboren 2001) ist Handwerker.[35]
- Olaf Schümann (Werteunion)
- Sascha Lübs
- Stefan Schwabbauer

Von den 60.908 Einwohnern waren 51.224 wahlberechtigt. Von diesen gaben am 11. Mai 24.738 ihre Stimme ab, das entspricht einer Wahlbeteiligung von 48,3 Prozent. Die Stimmen für die Kandidaten waren wie folgt verteilt (in absteigender Reihenfolge): Nico Klose 8.768 (35,7 Prozent), Frank Benischke 6.028 (24,6 Prozent), Jens Kreutzer 3.098 (12,6 Prozent), Tim Großmüller 2.313 (9,4 Prozent), Ralph-Jörn Kurschus 1.832 (7,5 Prozent), Olaf Schümann 1.125 (4,6 Prozent), Sascha Lübs 611 (2,5 Prozent), Tobias Köhler 456 (1,9 Prozent) und Stefan Schwabbauer 301 (1,2 Prozent). Keiner der Kandidaten erreichte die notwendige absolute Mehrheit, somit traten die Kandidaten Klose und Benischke in einer Stichwahl gegeneinander an.
Für die Stichwahl am 25. Mai 2025 hatten die im 1. Wahlgang unterlegenen Kandidaten Sascha Lübs und Tobias Köhler zur Wahl von Nico Klose aufgerufen, ebenso die SPD und das Bündnis 90/Die Grünen sowie der nicht mehr angetretene Silvio Witt. Zur Wahl von Frank Benischke (CDU) hatten die unterlegenen Kandidaten Jens Kreutzer, Tim Großmüller, Ralph-Jörn Kurschus und Olaf Schümann ihre Wähler aufgerufen. 22.083 von 51.124 Wahlberechtigten gaben ihre Stimme bei der Stichwahl ab, die Wahlbeteiligung lag mit 43,2 Prozent etwa fünf Prozentpunkte unter der des ersten Wahlgangs.
Nico Klose setzte sich in der Stichwahl gegen Frank Benischke (CDU) mit 65,0 Prozent der Stimmen durch und war somit zum Oberbürgermeister der Stadt Neubrandenburg gewählt.
| Kandidat                                              | 1. Wahlgang (11. Mai 2025)   | 1. Wahlgang (11. Mai 2025)   | 1. Wahlgang (11. Mai 2025)                                                                        | 2. Wahlgang (25. Mai 2025)   | 2. Wahlgang (25. Mai 2025)   | 2. Wahlgang (25. Mai 2025)                                                                                           |
| Kandidat                                              | Stimmen                      | Stimmanteil                  | Politische Unterstützung                                                                          | Stimmen                      | Stimmanteil                  | Politische Unterstützung                                                                                             |
| ----------------------------------------------------- | ---------------------------- | ---------------------------- | ------------------------------------------------------------------------------------------------- | ---------------------------- | ---------------------------- | --- |
| Nico Klose (parteilos)                                | 8.768                        | 35,7                         | SPD Mecklenburg-Vorpommern,[37] Bündnis 90/Die Grünen Mecklenburg-Vorpommern,[37] Silvio Witt[38] | 14.040                       | 65,0                         | SPD Mecklenburg-Vorpommern,[37] Bündnis 90/Die Grünen Mecklenburg-Vorpommern,[37] Sascha Lübs,[37] Tobias Köhler[39] |
| Frank Benischke (CDU)                                 | 6.028                        | 24,6                         | CDU Mecklenburg-Vorpommern                                                                        | 7.578                        | 35,0                         | CDU Mecklenburg-Vorpommern, Jens Kreutzer,[39] Tim Großmüller,[37] Ralph-Jörn Kurschus,[37] Olaf Schümann[39]        |
| Jens Kreutzer (BSW)                                   | 3.098                        | 12,6                         | Bündnis Sahra Wagenknecht                                                                         |                              |                              | |
| Tim Großmüller (parteilos)                            | 2.313                        | 09,4                         | Wählergemeinschaft Stabile Bürger                                                                 |                              |                              | |
| Ralph-Jörn Kurschus (parteilos)                       | 1.832                        | 07,5                         | –                                                                                                 |                              |                              | |
| Olaf Schümann (Werteunion)                            | 1.125                        | 04,6                         | –                                                                                                 |                              |                              | |
| Sascha Lübs (parteilos)                               | 0611                         | 02,5                         | –                                                                                                 |                              |                              | |
| Tobias Köhler (parteilos)                             | 0456                         | 01,9                         | –                                                                                                 |                              |                              | |
| Stefan Schwabbauer (parteilos)                        | 0301                         | 01,2                         | –                                                                                                 |                              |                              | |
|                                                       |                              |                              |                                                                                                   |                              |                              | |
| Stimmabgaben                                          | 24.738 von 51.224 (= 48,3 %) | 24.738 von 51.224 (= 48,3 %) | 24.738 von 51.224 (= 48,3 %)                                                                      | 22.083 von 51.124 (= 43,2 %) | 22.083 von 51.124 (= 43,2 %) | 22.083 von 51.124 (= 43,2 %)                                                                                         |
|                                                       |                              |                              |                                                                                                   |                              |                              | |
| zum Oberbürgermeister gewählt: Nico Klose (parteilos) |                              |                              |                                                                                                   |                              |                              | |